# Arrondissement di Grasse
L'arrondissement di Grasse è un arrondissement dipartimentale della Francia situato nel dipartimento delle Alpi Marittime, nella regione della Provenza-Alpi-Costa Azzurra.

## Storia
Fu creato nel 1800, sulla base dei preesistenti distretti, nel dipartimento del Varo; nel 1860, dopo l'annessione della Contea di Nizza alla Francia, fu staccato da questo per andare a formare, insieme all'arrondissement di Nizza ed all'arrondissement de Puget-Théniers, il nuovo dipartimento delle Alpes-Maritimes.

## Composizione
L'arrondissement è composto da 62 comuni raggruppati in 19 cantoni:
- cantone di Antibes-Biot
- cantone di Antibes-Centre
- cantone di Cagnes-sur-Mer-Centro
- cantone di Cagnes-sur-Mer-Ovest
- cantone di Cannes-Centro
- cantone di Cannes-Est
- cantone di Carros
- cantone di Coursegoules
- cantone di Grasse-Nord
- cantone di Grasse-Sud
- cantone di Le Bar-sur-Loup
- cantone di Le Cannet
- cantone di Mandelieu-Cannes-Ovest
- cantone di Mougins
- cantone di Saint-Auban
- cantone di Saint-Laurent-du-Var-Cagnes-sur-Mer-Est
- cantone di Saint-Vallier-de-Thiey
- cantone di Vallauris-Antibes-Ovest
- cantone di Vence